# Noruega en los Juegos Olímpicos de Seúl 1988
Noruega estuvo representada en los Juegos Olímpicos de Seúl 1988 por un total de 70 deportistas que compitieron en 11 deportes.  
La portadora de la bandera en la ceremonia de apertura fue la atleta Grete Andersen-Waitz.

## Medallistas
El equipo olímpico noruego obtuvo las siguientes medallas:
| Nombre                                            | Deporte            | Competición          |
| ------------------------------------------------- | ------------------ | -------------------- |
| Oro                                               |                    |                      |
| Jon Rønningen                                     | Lucha grecorromana | 52 kg M              |
| Tor Heiestad                                      | Tiro               | Blanco móvil 50 m M  |
| Plata                                             |                    |                      |
| Equipo                                            | Balonmano          | Torneo F             |
| Alf Hansen Vetle Vinje Rolf Thorsen Lars Bjønness | Remo               | Cuatro scull (M4x) M |
| Ole Pollen Erik Bjørkum                           | Vela               | Flying Dutchman M    |
| Bronce                                            |                    |                      |
| —                                                 |                    |                      |